# Amerikaner
 (septembre 2021).

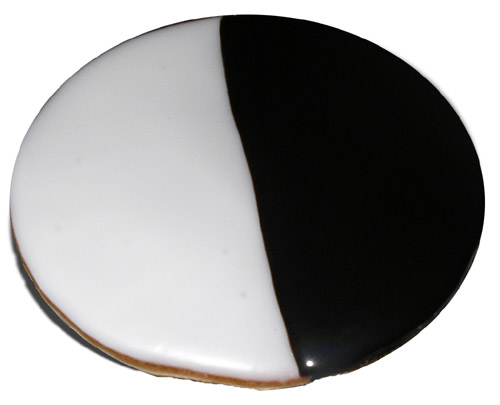
Amerikaner.

Un amerikaner, ou biscuit noir et blanc (en anglais : black and white cookie), est un biscuit rond glacé ou givré sur une moitié à la vanille et sur l'autre au chocolat. Il existe des différences régionales : un biscuit noir et blanc est plat, avec un glaçage royal sur une base de gâteau plus dense, et est courant dans la ville de New York, tandis qu'un biscuit en demi-lune est légèrement en forme de dôme, avec un glaçage sur une base de gâteau plus moelleux, et est courant dans le centre de New York et à Boston,,. Souvent, un côté est glacé plus haut que l'autre. On peut également trouver des biscuits noir et blanc avec un glaçage au lieu d'un fondant.
L'origine de l'amerikaner new-yorkais est généralement attribuée au Glaser's Bake Shop, fondé en 1902 par des immigrants bavarois dans le quartier de Yorkville à Manhattan Le biscuitfaisait partie des premières recettes utilisées par la boulangerie. Les biscuits en demi-lune, quant à eux, remontent à la boulangerie Hemstrought's d'Utica, dans l'État de New York, qui a commencé à en fabriquer vers 1925,.